# Leucanella koehleri
Leucanella koehleri is een vlinder uit de familie van de nachtpauwogen (Saturniidae). De wetenschappelijke naam van de soort is voor het eerst geldig gepubliceerd in 1931 door Gemignani.